# Anja Sonnenburg
Anja Sonnenburg (* 1969 in Berlin) ist eine deutsche bildende Künstlerin. Ihr Werk umfasst thematisch zusammenhängende Werkgruppen, großformatige Zeichnungen sowie Interventionen im öffentlichen Raum.

## Leben und Werk
Anja Sonnenburg wurde in Ostberlin geboren, sie lebt und arbeitet in Berlin und Brandenburg. 1997 bis 2000 studierte sie Freie Kunst mit dem Schwerpunkt Bildhauerei an der Hochschule für Bildende Künste in Dresden. Im Anschluss setzte sie ihr Studium an der Kunsthochschule Berlin-Weißensee in der Klasse von Inge Mahn fort, bei der sie 2004 als Meisterschülerin ihr Studium abschloss. Im gleichen Jahr gründete sie mit anderen Künstlerinnen die Künstlergruppe msk7, die temporäre Ereignisse im öffentlichen Raum und Kunst am Bau realisiert.
Anja Sonnenburgs künstlerischen Schwerpunkte liegen in konzeptueller Kunst, Grafik, Zeichnung, Kunst am Bau, Interventionen im öffentlichen Raum, Kartografie und Diagramm. Ihre kartografischen Arbeiten reagieren auf Nachrichten, Bilder und Zahlen, in denen die Künstlerin Zeichensysteme entwickelt, die einen genauen Aufschluss über ein dargestelltes Ereignis oder eine ortsspezifische Gegebenheit ermöglichen. Die grafischen Systeme entstehen durch punktgenaue Einzeichnung und Verortung politischer und topografischer Informationen. In thematisch zusammenhängenden Werkgruppen vermischen sich Merkmale von Landkarten mit diagrammatischen Grafiken und zeigen, wie sich Dimensionen von Sachverhalten an geografische Orte anlagern. Die Verständlichkeit der Zeichnung und die Exaktheit der Weltvermessung sind die Mittel der Künstlerin zur Erstellung von bildbasierten Ordnungen und Erzählungen. Die Werkgruppe Vom Verschwinden setzt sich beispielsweise mit 72 Gemüsesorten auseinander, die in den letzten 150 Jahren verschwunden sind, oder mit bedrohten und ausgestorbenen Tieren und Pflanzen, oder visualisiert die dramatische Schrumpfung großer Wasserreservoirs. In weiteren Werkgruppen der Künstlerin, genannt Weltsichten,Vermessene Zählung und Zeichensysteme werden zusammengehörende oder zusammenpassende Kunstwerke kontinuierlich weiter entwickelt. Ihre grafischen Arbeiten lesen sich wie ein Archiv und sind Bestandsaufnahmen von gegenwärtigen Ereignissen des Weltgeschehens, die Themen wie Flucht, Krieg, Terror und den Verlust der Natur berühren. Parallel zu ihren Zeichnungen übersetzt die Künstlerin ihre konzeptuelle Arbeitsweise auch in Installationen im öffentlichen Raum und im Rahmen von Kunst am Bau Wettbewerben.

## Preise
- 2010 1. Preis, Energische Vorhersagen, Ausstellung im Umweltbundesamt Berlin[6]
- 2011 Wettbewerb Kunst im öffentlichen Raum, Kunstraum Haifische Dresden Süd-West, Dresden
- 2012 3. Preis, Kunst am Bau Wettbewerb für das Ersatzgebäude des Umweltamtes, Berlin
- 2014 1. Preis, Yolo, Kunst am Bau Wettbewerb, Mildred-Harnack-Schule, Berlin[7]
- 2016 1. Preis (msk7), Kulisse, Kunst am Bau Wettbewerb, Charlotte-Pfeffer-Schule, Berlin[8]; Wettbewerb IntraRegionale 2016, Hannover
- 2017 2. Preis (msk7), zweiphasiger Wettbewerb, Modulare Unterkünfte für Flüchtlinge, Berlin[9]
- 2020 3. Preis, Draußenstadt – BESD-Programm, Kunst im öffentlichen Raum – Leere Sockel im Treptower Park – Temporäre Kunstprojekte[10]

## Interventionen im öffentlichen Raum
- 2005 Streifzug, 1. Lokale, Schwerin
- 2006 Backe, backe Kuchen…, Vorfahrt, Internationales Kunstprojekt, Stuttgart
- 2008 Camouflage, Städtische Galerie, Halle Westfalen
- 2009 Höhen und Tiefen, Kulturregion Hannover
- 2010 Lagerstätte, Umweltbundesamt Berlin
- 2012 Geograffiti, Kunstraum Haifische Dresden Süd-West, Dresden[11]
- 2015 Yolo, Mildred Harnack Schule, Berlin[12]
- 2016 Warmfront, Hermannshof Springe-Völksen im Rahmen der IntraRegionale Hannover[13]
- 2021 Warmfront, Open Art Lausitz, Drahnsdorf[14]
- 2022 Das Paradies ist nebenan, im Rahmen der Ausstellung: Wandern - Ein weites Feld, Neuruppin[15]

## Ausstellungen (Auswahl)

### Einzelausstellungen
- 2013 Zeichensysteme, Frappant Galerie, Hamburg[16]
- 2014 Vermessene Zählung, Galerie im Tor, Emmendingen[17]
- 2015 Topologies of fracture, periscope Projektraum, Salzburg (mit Paula Muhr)[18]
- 2016 Fixpunkte, GASAG-Kunstraum, Berlin[19]
- 2022 Zum Ende hin – Zählungen, Kunstverein Ebersberg (Ausstellungskatalog)[20]; Zeitzeichen – Grafische Systeme zwischen Kartografie und Diagrammatik, KUNST&CO, Verein für Gegenwartskunst, Flensburg[21]

### Gruppenausstellungen
- 2007 Camouflage, Saarländisches Künstlerhaus, Saarbrücken
- 2008 Salz, Kunsthalle Villa Kobe, Halle[22]
- 2009 X. Skulpturentriennale, Poznan, Polen
- 2010 Energische Vorhersagen, Umweltbundesamt, Berlin; Echoraum, Kunstraum t27, Berlin
- 2011 Nachbarn, h.u.b. Kunstverein Hannover; Krieg im Frieden, Kunstpavillon Botanischer Garten, München[23]
- 2012 Regard Benin Biennale, Deutscher Pavillon, Porto Novo, Benin; Erinnerungen, Badisches Kunstforum, Ebringen[24]
- 2013 Sub I Kutan, Kunstpreis 2013, Haus am Kleistpark, Berlin[25]; unliniert, Galerie im Tempelhofer Rathaus, Berlin[26]
- 2014 Positions Berlin, Kaufhaus Jandorf, Berlin
- 2015 Vom Vergehen Reflexionen über die Zeitlichkeit,[27] Galerie Schwartzsche Villa, Berlin; Augustina träumt in progressius, G.A.S. Station, Berlin[28]
- 2016 IntraRegionale, Landschaftskunst in der Region Hannover[29]; Reisen, Projektraum Group Global 3000, Berlin[30]
- 2017 10 Jahre Kunstverein Neukölln, Berlin[31]; Projektstipendium KunstKommunikation 18, DA Kunsthaus Kloster Gravenhorst
- 2018 Pionierpflanzen und weiterer Wildwuchs, Galerie Alte Schule Adlershof, Berlin[32]; Stadt, Land, Fluss, Galerie M, Berlin[33]
- 2019 STIMMEN! 100 Jahre Frauenwahlrecht, Willy-Brandt-Haus[34], Berlin[35]; Ostrale Biennale O19, Dresden[36]; Über Grenzen – Eine Verortung des Dazwischen, Schloss Agathenburg, Stade[37]
- 2020 Watergate, Kulturhauptstadt Rijeka (online)[38]
- 2021 Wandern, Kunstverein Ebersberg, München[39]; Heimat, Herz, Orte (Jahresprogramm 2021), Galerie Bernau[40]
- 2022 It’s a «She Thing», Kommunale Galerie Berlin[41]
- 2023 HAUT/SKIN, Hülle, Organ, Archiv/Membrane, Organ, Archive, ZAK – Zitadelle Spandau, Berlin[42]

## Veröffentlichungen
- Lokale, Ausstellungskatalog, hrsg. von Inge Mahn, Berlin 2005, ISBN 3-9805489-5-3
- blümerant, Künstlerinnengruppe msk7, hrsg. von extra books, Berlin 2007, ISBN 978-3-938370-24-7
- Gyeonggi, National Highway No.1, Ausstellungskatalog, mit msk7, hrsg. von Gyeonggi Museum of Art, Südkorea 2008
- Mahn oh Mahn, Ausstellungskatalog mit msk7, hrsg. von Inge Mahn, Berlin 2009, ISBN 978-3-00-026860-1
- Lettering Large, mit msk7, hrsg. von Steven Heller + Mirko Ilic, USA 2013, ISBN 978-1-58093-359-9
- Anja Sonnenburg: Vermessene Zählung, Berlin 2014, ISBN 978-3-00-045228-4
- Brandenburgischer Kunstpreis 2018, Ausstellungskatalog, hrsg. von Märkische Oderzeitung und Stiftung Schloss Neuhardenberg, Neuhardenberg 2018, ISBN 978-3-9816614-2-2
- 12. Ostrale Biennale, Ausstellungskatalog, hrsg. von Ostrale – Zentrum für zeitgenössische Kunst, Dresden 2019, ISBN 978-3-9818367-2-1
- Über Grenzen, Eine Verortung des Dazwischen, Ausstellungskatalog, hrsg. von Kulturstiftung Schloss Agathenburg, Agathenburg 2019, ISBN 978-3-9816155-9-3
- HAUT/SKIN, Hülle, Organ, Archiv/Membrane, Organ, Archive, Ausstellungskatalog, hrsg. von Julie August, Katharina Koch, Art In Flow Verlag Berlin 2023, ISBN 978-3-938457-64-1